# ماساشی کوکوبو
ماساشی کوکوبو (ژاپنی: 國分 将؛ زادهٔ ۱۴ مهٔ ۱۹۹۵) یک بازیکن فوتبال اهل ژاپن است.
از باشگاه‌هایی که در آن بازی کرده‌است می‌توان به باشگاه فوتبال ونریر هاچینوهه و باشگاه فوتبال بلاوبلیتز آکیتا اشاره کرد.